# Псеудотрепанација лобање
Псеудотрепанација лобање или симболична трепанација лобање, за разлику од  терапеутских трепанације (trépanation chirurgicale) која се примењују у циљу лечења, подразумева узимање кружних ламела, величине око 1 cм, са лобањског свода, у сврху магије или обележавања одређених личности током живота. У случају псудотрепанације није пробијан коштани покривач лобање и није оштећена мождана маса, тако да су у начелу све особе на којима је примењивана редовно преживљавали. 

## Трепанација и псеудотрепанација
Трепанација
Реч трепанација (лат. trepanatio), потиче од грч. τρυπανον — сврдло, односно инструмент којим се буши и отвара лобања). Сам појам трепанација у данашњој медицини означава хируршки захват отварања или пробијање коштаног свода лобање специјалним инструментима, при чему се, обично, уклања округли или четвртасти сегмент на кости, а затим врши интервенција на спољашњој можданој опни у циљу лечења нпр. гнојног запаљења шупљина мастоидног наставка, хроничног запаљења фронталних синуса, прогресивние главобоља, вртоглавица, епилепсије, санирања разних врста повреда контузија, фрактура лобање, са крварењем у можданој дупљи или без њега.
Псеудотрансплантација
Супротно од трепанације је поменутии термин псеудотрепанација, који подразумева само узимање кружних ламела, величине око 1 cм, са лобањског свода, више у сврхе магије или обележавања одређених личности током живота или постхумнп, него ради лечења.

## Историја
Ритуалне псудотрепанације
Mноги истраживачи који су се бавили проблемом трепанације лобања, до сада су у Европи прикупли и обрадили неколико хиљада лобања са трепанацијом, чији број варира од периода до периода, као и од области до области.  Трагови ових операција уочени су и на лобањама у Северној и Јужној Америци, Африци, Азији и на пацифичким острвима. Материјални докази о псеудотрепанације лобање, као ритуалне интервенције пронађене су у Бугарској у средњем веку на некрополи Одарци, где је од укупно 346 скелетних артефаката, око 10% био са знацима. „симболичне трепанације“ - псудотрепанације.
Псеудотрепанације у циљу подмлађивања
Крајем 19. века међу домороцима Нове Британије  и Нове Ирске  у Бизмарковом мору,  трепанирање је било популарно и као средство за постизање дуговечности, па се и то може сматрати неком врстом „симболичне трепанације“ – псудотрепанације.
Постхумне псудотрепанације
Постоје и постхумне симболичне трепанације (trépanation posthume) приликом којих су се узимали мањи коштани кружни ламели. Они су често коришћени као амулети највероватније из ритуалних разлога. Неки су били полирани, други гравирани,  некада и перфорирани да би се лакше носили око врата.